# シーリーン (サーサーン朝)
シーリーン（شیرین、生年不明〜628年）はサーサーン朝の皇帝（シャーハンシャー）ホスロー2世の妃。ホスロー2世とシーリーンの悲劇的な恋愛物語が、後にニザーミーによって叙情詩「ホスローとシーリーン」に描かれたことで有名である。
ホスローの父ホルミズド4世の死後のクーデターで、将軍バハラーム・チョービンがサーサーン朝の実権を握ると、シーリーンはホスローとともに東ローマ帝国領シリアに逃亡して、皇帝マウリキウスの保護下で暮らした。
591年、ホスローはサーサーン朝の支配権を奪還した。愛妾であるシーリーンはその影響力を利用して、サーサーン朝において少数派のキリスト教徒を支援した。当初シーリーンは東方教会に所属していたが、後にアンティオキアの合性論派教会（現在のシリア正教会）に加わった。602年から628年に起きた東ローマ・サーサーン戦争の最中、ホスローが614年にエルサレムを征服すると、イエスの聖十字架（磔に使われた十字架）を略奪し、首都クテシフォンに持ち帰った。シーリーンはその聖十字架を自身の宮殿に持ち去った。シーリーンは後継者争いにも介入し、ホスロー2世はシーリーンとの間の子マルダーンシャーを後継者に定めた。しかし、628年にホスローが正妻との間の子シェーローエがクーデターを起こしホスローを廃位すると、ホスローやマルダンシャーは処刑された。その後を追うようにシーリーンも同年に自殺した。
シーリーンは誠実な恋人であり妻のモデルとして、ペルシア文学において重要なヒロインとなった。フィルドゥシーの『シャー・ナーメ』やニザーミーの叙情詩『ホスローとシーリーン』を始めとして、多くの作品に登場している。文学作品としてのシーリーンの物語は、残っていた僅かなその人生に関する歴史的事実と類似していない事が多いが、シーリーンの合性論（単性論）キリスト教信仰や夫ホスローの暗殺後の苦難、そしてホスローが王位を取り戻すまでの亡命生活といった事実も物語の一部となっている。『ホスローとシーリーン』では、2人の偶然の出会いから始まり、しばしば離れ離れになりながらも、多くの紆余曲折を経て求愛しあった。ホスローの息子がホスローを殺すと、その息子もシーリーンに結婚を要求したが、自殺することでそれを逃れた。

## 生涯
シーリーンの出自はよくわかっていない（詳しくは後述）。7世紀のアルメニア人歴史家セベオス（661年没）は、サーサーン朝南西部のフーゼスターン州出身としている
。しかし、シリアの年代記2冊には、シーリーンを「アラム人」、つまりBeth Aramaye地方出身の人物と記述している。イラン百科事典ではシーリーンをアルメニア人としているなどそのような伝承もあるが、これは後世になって作られた作り話とされる。
ペルシア人歴史家のミールホーンド（1148年没）が、シーリーンはホスロー2世が10代の頃によく訪れていたペルシャ人の家で召使いをしていたと記述がある。サーサーン朝時代に編纂されたフワダーイ・ナーマグを元に、11世紀に成立した、フィルドゥシーの傑作シャー・ナーメ（"王書"）では、シーリーンはホスロー2世が東ローマ帝国に逃亡した時（589年）には、すでにホスロー2世と結婚していたとある。しかし、これらの記述は、それ以前の資料によって裏付けられたものではないため、後世になって確立した伝説である可能性もある。例えば、東ローマ帝国の歴史家テオフィラクトス・シモカテスは630年頃に皇帝マウリキウスの治世を記録しているが、その中でシーリーンについての言及はあるが、ホスロー2世とともに亡命してきた女性の話は言及していない。

### 結婚

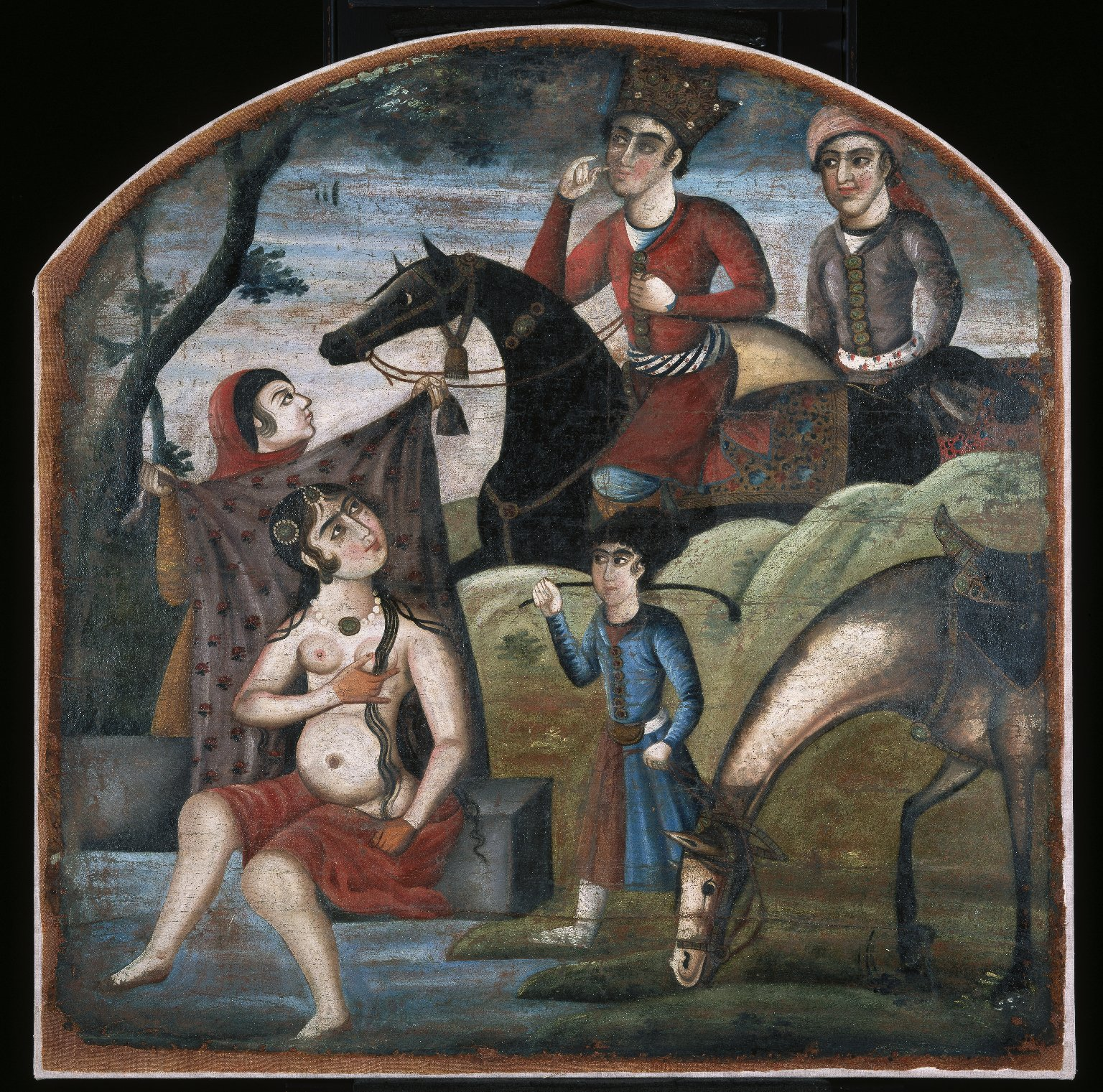
ホスロー2世が水浴び中のシーリーンを見つけた場面。（Pictorial Cycle of Eight Poetic Subjectsより。18世紀なかばの作品。ブルックリン美術館所蔵）

シーリーンについて言及してある最古の文献はエヴァグリオス・スコラスティコスの『教会史』であり、「シーラ（Sira）」として記述されている。ホスロー2世がレサファにある聖セルギウスの聖堂に送った手紙が記されている。そのうち592年または593年に書かれたものは以下の通りである。
私（ホスロー2世）がBeramaisにいたころ、私は、あなた、聖なる者に、私を助けに来てくださるよう、そしてシーラが妊娠してくれるよう懇願しました。シーラはキリスト教徒であり私は異教徒であり、私たちの法ではキリスト教徒の妻を持つことは禁じられていますが、それでも私はあなたに対する好意的な感情のために、彼女との結婚に関しては法を無視し、私の妻たちの中でも常に彼女を尊重してきましたし、未だに彼女を私の妻として特別に尊重しています。

私は彼女が妊娠するように聖なる者、あなたの慈悲に祈ろうと決心しました。そして私は、もしシラが妊娠したら、彼女が身に着けている十字架をあなたの尊い聖堂に送るだろうと誓いを立てて、願いをしました。このため、聖なる者よ、私とシーラはあなたの名前を記念してこの十字架を保持し、その代わりに5000スタテルを送ることにしました。実際には4400スタテルを超えません。私がこの願いと意図を思いついた時からRhosochosronに到着するまで、10日も経っていませんでした。聖なる者よ、私の財産ではなくあなたの親切のために、あなたは夜に幻影として私の前に現れ、シーラが妊娠することを3度私に告げ、同じ幻影の中で3度私は「それは良いことだ」と答えた。

その日以来、シーラは女性の習慣を経験していません。なぜなら、あなたは願いを叶えてくださる方であるからです。しかし、もし私があなたの言葉を信じていなかったなら、そしてあなたが聖なる方であり、願いを叶えてくださる方だと信じていなかったなら、彼女がそれ以降女性の習慣を経験しないであろうことを疑ったでしょう。このことから、私は幻影の力とあなたの言葉の真実性を確信し、それに応じて、すぐに十字架と同じ価値のものをあなたの尊い聖堂に送り、それを糧にして、神聖な秘跡のための円盤と杯、聖なるテーブルに固定する十字架と香炉をすべて金で作るようにという指示書きを添えました。また、金で装飾されたフン族のベールも。 聖なる者よ、その余剰金はあなたの聖堂に納めてください。そうすれば、あなたの幸運により、私とシーラをすべての事柄、特にこの願いに関して助けて下さるでしょう。そして、あなたのとりなしによってすでに私たちのために得られたものが、あなたの慈悲深さと私とシーラの願いによって完成されますように。そうすれば、私たち二人と、そして世界中のすべての人が、あなたの力に信頼を寄せ、あなたを信じ続けるでしょう。
前述したテオフィラクトス・シモカテスはさらに情報が付け足して記録している。
翌年、ペルシア王（ホスロー2世）は、Seirem（シーリーン）を女王と宣言し、彼女と夜をともにした。ローマ生まれでキリスト教を信仰し、結婚に適した年齢であった。...3年目に彼は、ペルシアで最も効能のあるセルギウスに、Seiremとの子供を授かるよう懇願した。その後まもなく、その願いは叶った。

### サーサーン朝への影響力
ホスロー2世は内乱を鎮圧すると、絶対君主としての統治体制を築いた。ホスロー2世自身は、帝国各地に離宮を建てて愛妾に囲まれ暮らしていた。ホスロー2世時代には文化的に成熟し、宮廷楽団に大金を投じたためペルシア音楽がその絶頂期を迎えているが、とりわけホスローとシーリーンを讃えた音楽が好まれたという。
シーリーンを始めとして、ホスロー2世統治下の政治中枢には単性論派キリスト教徒が多かった。そのためか、ホスロー2世は単性論派に対して好意的であり、相性の悪いネストリウス派には否定的であった。そのためか、ネストリウス派を信仰するラフム朝の王アル＝ヌウマーン3世をクテシフォンに召喚し処刑するとともに、ラフム朝を廃絶した。ラフム朝は対アラブの前線を張ってきていたため、アラブのベドウィンと直接対峙することとなり、後のイスラーム教徒のペルシア征服にも影響している。
ホスロー2世は対東ローマ戦役を起こし、互いの首都を包囲しあうような大戦争に発展した。戦争は二十数年にもわたり、ホスロー2世は後継者を定める必要に迫られた。有力な候補は、東ローマ皇帝マウリキウスの娘マリア（マルヤム）との間に生まれたシェーローエと、愛妾シーリーンとの間に生まれたマルダーンシャーがいた。結局ホスローは後継者をマルダーンシャーに定め、シェーローエを投獄している。ここからもシーリーンの影響力の大きさがうかがえる。しかし、戦況を不利とみたアスパード・グシュナースプやペーローズ・ホスローらがシェーローエを解放し、クーデターでホスロー2世を廃位させると、カワード2世として即位させた。カワード2世は、マルダーンシャーを始めとする親族を殺し、ホスロー2世も射殺させた。シーリーンはホスローの後を追い自殺した。
生前ホスローは、いくつかの都市を建設し、シーリーンにちなんで名前を付けている。例えば、『シーリーンの宮殿』を意味するケルマーンシャー州のガスレ・シーリーンがその一つである。

## 出自
テオフィラクトス・シモカテスは前述したように、シーリーンをローマ系の出自としている。680年頃にフーゼスターン出身の、キリスト教徒アッシリア人が著したフーゼスターンの年代記は、アルメニア人のセベオスの作品のシリア語版として記述されているが、ここでもシーリーンはローマ系の出自としている。この作品からは、東方教会のIsho Yahb2世とホスロー2世の関係が読み取れる。
Isho Yahb2世はその生涯を通じて、国王自身と、キリスト教徒であるアラム人のシーリーンとローマ人のマリアという二人の妻から敬意を持って処遇された。
シーリーンがローマ系の出自であることを、セベオスは否定し、シーリーンをフーゼスターン州出身としている。
（ホスロー2世）は、メイジャン信仰に則り、多数の妻を娶った。キリスト教徒の妻もいて、フーゼスターンの地から来た、Bambishのシーリーンという名の非常に美しいキリスト教徒を、諸女王の中の女王（tiknats' tikin）として娶った。彼女は王の住居の近くに修道院と教会を建て、そこに司祭と助祭を住まわせ、宮廷から給与と衣服代を割り当てた。シーリーンは修道院に金と銀を惜しみなく支給した。シーリーンは勇敢に、頭を高く上げて宮廷で王国の福音を説き、高位のマギはみな、大小を問わずキリスト教徒について口を開こうとはしなかった。しかし、年月が過ぎるにつれてシーリーンの死が近づくと、キリスト教に改宗した多くのマギが各地で殉教した。
シーリーンをアラム人とみなす出典もある。Séert（スィイルト）年代記は、9世紀の初頭にペルシアと中東の東方教会によって編纂された歴史書で、その著者はわかっていない。この書物では、キリスト教会の教会や社会、政治などの出来事を、その指導者や著名な人々の生涯を交えながら解説している。
-ホスロー・パルフィーズの生涯、ホルミズドの息子
彼はマリー (マリム) のために 2 つの教会を建て、アラム人の妻シリンのためにベス・ラシュパルの国に大きな教会と城を建てた。」
ホスローはマウリキウスへの恩義から、教会を再建しキリスト教徒を尊重するよう命じた。ホスローはマリアのために2つの教会を建て、アラム人の妻シーリーンのために、Beth Lashparの田舎に大きな教会と宮殿を建てた。
民間伝承によると、この宮殿について地理学者ヤアクービーが891年に言及しており、その遺構は今日のガスレ・シーリーンに見られる。